# Waldzell Meeting

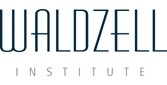
Logo des Waldzell Institute

Die Waldzell Meetings  waren von 2004 bis 2008 jährlich im österreichischen Benediktinerkloster Stift Melk abgehaltene, jeweils zwei- bzw. dreitägige internationale Tagungen. Auf Einladung des Waldzell Institute kamen Künstler, Intellektuelle, Wissenschaftler, Manager, Politiker und religiöse Würdenträger zusammen, um über „philosophische oder gesamtgesellschaftliche Fragestellungen“ und die „Herausforderungen der Zukunft“ zu diskutieren. Die Teilnehmerzahl war strikt auf 150 Personen je Tagung begrenzt, wobei die Hälfte der Plätze internationalen Teilnehmern vorbehalten war. 
Organisiert wurden die Meetings von der Biotechnologin Gundula Maria Schatz und dem Bildungsexperten Andreas Salcher (bis 2007), die gemeinsam 2004 das Waldzell Institute gegründet hatten. Gastgeber vonseiten des Stiftes Melk waren Altabt Burkhard Ellegast und der amtierende Abt Georg Wilfinger. Der Name Waldzell stammt aus Hermann Hesses Roman Das Glasperlenspiel.

## Referenten
Auf den fünf Meetings referierten insgesamt 56 Personen, darunter acht Nobelpreisträger und zwei Träger des Pritzker-Preises.
- 2004: Allan M. Webber, Anton Zeilinger, Burkhard Ellegast, Carl Djerassi, David Goldberg, Günter Blobel, Helen Palmer, Kary Mullis, Mihály Csíkszentmihályi, Schirin Ebadi, Thomas Hampson
- 2005: Christian de Duve, Craig Venter, Franz Welser-Möst, Jonathan Wittenberg, Paulo Coelho, Tenzin Palmo, Thom Mayne
- 2006: Christo und Jeanne-Claude, Isabel Allende, Jan Lapidoth, Oscar Motomura, Robert Charles Gallo, Tony Lai, Walter Link, Werner Arber
- 2007: Ahmed el-Tayeb, David Rosen, David Steindl-Rast, Elizabeth Lesser, Frank Gehry, Tendzin Gyatsho, Erzbischof Filip, Paul Nurse, Warren Bennis, William Strickland
- 2008: Bibi Russel, Bruce Lipton, Donald D. Hoffmann, Hein Dijksterhuis, Jean Shinoda Bolen, Jill Purce, John F. Demartini, John D. Marks, Muhammad Yunus (via Videokonferenz), Paramahamsa Prajnanananda, Pat Mitchell, Robert M. Williams, Rupert Sheldrake, Susan Collin Marks, Vanja Palmers, Willigis Jäger, Wolf Singer, Yousriya Loza Sawiris